# Тернопільобленерго
АТ «Тернопільобленерго» — акціонерне товариство з офісом у Тернополі, яке займається розподіленням, транспортуванням та постачанням електроенергії у Тернопільській області.

## Історія
У 1978 році утворено Тернопільське обласне підприємство електромереж. 1995 року у зв'язку з реструктуризацією енергетики, згідно з Указом Президента України від 4 квітня 1995 року № 282/95 та наказу Міненерго України від 28.07.1995 року № 134, на базі підприємства створена Державна акціонерна енергетична компанія (ДАЕК) «Тернопільобленерго» зі збереженням усіх виробничих функцій. У 1999 році на підставі ухвали загальних зборів акціонерів ДАЕК «Тернопільобленерго» перетворено у відкрите акціонерне товариство «Тернопільобленерго».

## Структура
До складу ВАТ «Тернопільобленерго» входять:
- Шумський РЕМ;
- Ланівецький РЕМ;
- Збаразький РЕМ;
- Тернопільський міський РЕМ;
- Тернопільський РЕМ;
- Підволочиський РЕМ;
- Гусятинський РЕМ;
- Чортківський РЕМ;
- Борщівський РЕМ;
- Заліщицький РЕМ;
- Бучацький РЕМ;
- Монастириський РЕМ;
- Теребовлянський РЕМ;
- Підгаєвський РЕМ;
- Бережанський РЕМ;
- Козівський РЕМ;
- Зборівський РЕМ;
- Кременецький РЕМ.[2]

## Діяльність
ВАТ «Тернопільобленерго» обслуговує 24 тис. км ліній електропередач і понад 5,5 тис. трансформаторних підстанцій. Через електричні мережі «Тернопільобленерго» здійснюється передача й постачання електричної енергії споживачам Тернопільської області та її транзит до суміжних з областю обленерго.